# Mołoma
Mołoma – rzeka w europejskiej części Rosji na granicy obwodu kirowskiego i obwodu wołogodzkiego, prawy dopływ Wiatki. Jej długość to 419 kilometrów, a dorzecze ma 12 700 km². Od listopada do kwietnia rzeka skuta jest lodem. Średni przepływ 196 km od dorzecza wynosi 47,7 m³/s.